# Регрессия к среднему
Регрессия к среднему (англ. regression towards the mean) — разновидность поведенческих нестандартных убеждений, согласно которой измерения случайной величины, находящиеся до и после экстремумов, неизменно стремятся к среднему значению всей выборки. Является серьезной помехой для статистики: загрязняя выборку независимых случайных величин, смещает результаты наблюдений и может привести к неверным прогнозам.

## Нестандартные убеждения
Нестандартные убеждения — убеждения, принимаемые индивидом в условиях неопределенности или, когда требуется оценка вероятностей наступления тех или иных событий. При этом на изменение статистических частот индивид реагирует практически линейно, а обновление информации происходит по Байесу: любая новая информация о событии изменяет вероятность его наступления.
Одной из разновидностей нестандартных убеждений, наряду с самоуверенностью, смещением к подтверждению, эвристикой доступности, а также всевозможными когнитивными искажениями, является эффект возвращения или регрессии к среднему.

## История исследований
Термин «регрессия» впервые был употреблен в 1886 году известным английским исследователем Фрэнсисом Гальтоном в ходе решения вопросов наследования физических характеристик человека. Он проанализировал взаимосвязь роста 930 детей со средним ростом их родителей и пришел к выводу, что средний рост для тех и для других равен примерно 68,2 дюймам (173 см). Далее он рассмотрел ситуацию, в которой средний рост родителей находился в промежутке от 70 до 71 дюйма, а значит рост их детей соответствовал приблизительно 69,5 дюймам. Данный факт свидетельствовал о том, что рост детей отличался от среднего роста всех детей на меньшую величину, чем рост их родителей от среднего роста всех родителей, а значит происходила регрессия показателя. При этом, если средний рост родителей был сильно ниже стандарта, рост их детей достигал более высоких значений, также приближаясь к среднему показателю. Этот феномен был назван Гальтоном как «возвращение к посредственности» (англ. regression towards mediocrity), а позже приобрел наименование «возвращение к среднему» (англ. regression towards the mean).
Отложив по горизонтальной шкале средний рост родителей, Гальтон определил средний рост их детей и отметил его на вертикальной оси. Соединив получившиеся результаты на координатной плоскости, он обнаружил, что они сложились в практически прямую линию, которая впоследствии была названа линией регрессии.

## Возвращение к среднему в системе образования
Проявление рассматриваемого эффекта легко можно отследить на примере успеваемости учеников одного из классов средней школы. Если каждому из участников эксперимента раздать тесты, содержащие по сто вопросов, ответами на которые могут быть лишь «да» и «нет», кажется очевидным, что при значительной массе «средних» результатов, найдутся и те, кто справится с заданием очень хорошо или очень плохо. При этом, если спустя время, например на следующий день, снова раздать похожие тесты этим же ученикам, статистика их успеваемости несколько сузится к среднему значению: участники, случайным образом показавшие высокие результаты в прошлый раз, вряд ли будут обладать настолько высокой степенью везения, чтобы повторить свой успех, а те, кто не справился с заданием в первый раз, вероятно, извлекут для себя урок относительно решения тех или иных заданий и смогут повысить свой балл. Несомненно, в такой выборке все еще останутся ученики, обладающие особыми интеллектуальными способностями, которые стабильно будут показывать высокий балл за счет собственных знаний, но тогда их показатели уже нельзя будет назвать случайными величинами, а потому и эффект возвращения к среднему не будет на них распространяться.

## Успехи на спортивной арене
Регрессией к среднему значению можно объяснить также и серию неудач спортивных команд, например футбольных, после успешно сыгранного предшествующего матча. Если не учитывать мастерство команды, профессиональные навыки футболистов, а полагаться исключительно на удачу, счастливое стечение обстоятельств и «благоприятный» подбор противника, можно сказать, что с огромной долей вероятности последующие выступления команды будут менее результативными. По схожей схеме можно судить о том, что спортивный клуб, потерпевший полное поражение в одном матче, сможет повысить свою позицию в дальнейших играх.

## Регрессия в здравоохранении
Как уже было сказано, эффект возвращения к среднему значению является серьезной помехой к правильной интерпретации результатов исследования. Несмотря на то, что его влияние можно нивелировать путем использования специальных статистических инструментов, игнорирование этого эффекта может привести к значительным проблемам, особенно в сфере всего, что касается здоровья и медицины.
В своей практике врачи часто используют диагностические тесты о самочувствии больных, чтобы отследить эффективность лечения или назначить новое в зависимости от результатов. Однако такие первичные тесты могут содержать в себе случайные ошибки, сигнализировать о том, что лечение не является необходимым или не приносит должного эффекта, когда, на самом деле, терапия более чем уместна. Помимо прочего, погрешность регрессии может вызвать ложное предположение врачей о том, что назначенное лечение дает положительные результаты, хотя по факту это лишь случайный разброс независящих друг от друга данных, которым свойственно сужение к среднему значению.
Когда на соответствующем рынке возникает новое лекарство, врачи первым делом испытывают его на самых больных пациентах, нуждающихся в срочной помощи и «волшебной пилюле». Так, «экстремально больные» дают резко положительные результаты, которые усредняют статистику и свидетельствуют о высоком качестве нового препарата, что может быть далеко от истинного положения дел. Более того, динамика возвращения к среднему часто становится причиной появления эффекта плацебо у пациентов.
Однако качественный и ответственный подход к обследованию может решить проблему и полностью исключить влияние регрессии, если врачи будут опираться на историю болезни каждого больного в индивидуальном порядке, а не отслеживать потенциальные изменения по общей статистике.